# Малка еднодневка
Малките еднодневки (Cercobrachys minutus) са вид насекоми от семейство Caenidae. Разпространени са в Европа.